# Turopin
Turopin (ukr. Туропин, Turopyn) – wieś na Ukrainie, w obwodzie wołyńskim, w rejonie kowelskim.
W pobliżu znajduje przystanek kolejowy Turopin, położony na linii Lwów – Sapieżanka – Kowel.
Do 2020 w rejonie turzyskim.